# I Korpus Armijny (Cesarstwo Niemieckie)

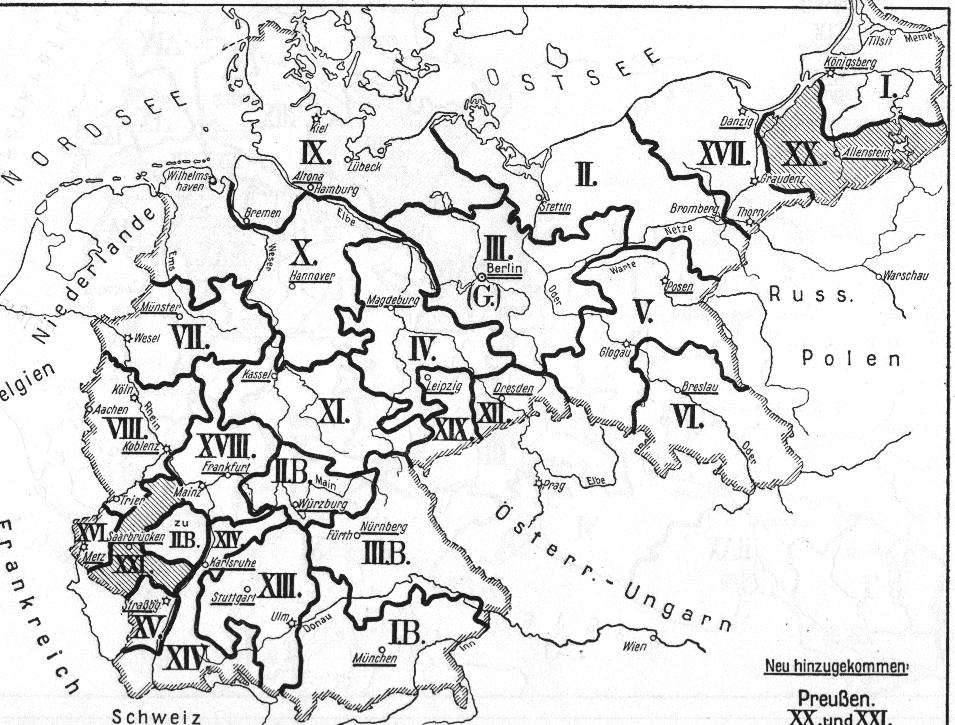
Zasięg korpusów w 1914

I Korpus Armijny  (niem. I. Armee-Korps)  – wyższy związek taktyczny Armii Cesarstwa Niemieckiego. 

## Charakterystyka
29 czerwca 1912 armię niemiecką zorganizowano w 25 korpusów prowadzących rekrutację na terenach 22 terytorialnych okręgów korpuśnych. Każdy korpus tworzyły dwie dywizje piechoty, zwykle o kolejnych numerach. Korpusy zgrupowane były w osiem inspekcji armii. Barwą I KA był kolor biały.
W sierpniu 1914 rozwinięto w Niemczech do etatów wojennych związki operacyjne (armie). W skład 8 Armii wszedł między innymi I Korpus Armijny. W I wojnie światowej korpus walczył na froncie wschodnim.
Korpus na stopie wojennej początkowo składał się ze sztabu korpusu, oddziałów korpuśnych i dwóch dywizji piechoty. Jednak wojna pozycyjna wymusiła bardziej płynną organizację korpusów, która umożliwiałaby przerzucanie nawet do sześciu dywizji na odcinki korpusów znajdujących się na głównym wysiłku obrony. Reformę tę sformalizowano w grudniu 1916, a Korpus od tej pory traktowano jako tymczasowe zgrupowanie poszczególnych dywizji.

## Struktura organizacyjna
Skład od 2 VIII 1914 do 20 IX 1915:
- dowództwo korpusu
- 1 Dywizja Piechoty
- 2 Dywizja Piechoty

## Dowódcy korpusu
| Stopień           | Imię i nazwisko                          | Okres (od)  |
| ----------------- | ---------------------------------------- | ----------- |
| generał piechoty  | Friedrich Graf Bülow von Dennewitz       | 18 III 1814 |
| generał kawalerii | Karl Ludwig von Borstell                 | 5 III 1816  |
| generał lejtnant  | Karl August von Krafft                   | 18 VI 1825  |
| generał lejtnant  | Oldwig von Natzmer                       | 30 III 1832 |
| generał kawalerii | Friedrich Graf von Wrangel               | 29 XI 1839  |
| generał kawalerii | Karl Friedrich Emil zu Dohna-Schlobitten | 7 IV 1842   |
| generał piechoty  | Franz Karl von Werder                    | 28 III 1854 |
| generał piechoty  | Adolf von Bonin                          | 29 I 1863   |
| generał piechoty  | Eduard Vogel von Falckenstein            | 30 X 1866   |
| generał kawalerii | Edwin Freiherr von Manteuffel            | 4 VIII 1868 |
| generał piechoty  | Albert Freiherr von Barnekow             | 15 VII1873  |
| generał lejtnant  | Walther von Gottberg                     | 5 VI 1883   |
| generał lejtnant  | Christian Ewald von Kleist               | 1 VI 1885   |
| generał piechoty  | Paul Bronsart von Schellendorff          | 15 VI 1889  |
| generał piechoty  | Hans Wilhelm von Werder                  | 29 VI 1891  |
| generał piechoty  | Karl Graf Finck von Finckenstein         | 10 I 1895   |
| generał piechoty  | Colmar von der Goltz                     | 27 I 1902   |
| generał piechoty  | Alexander von Kluck                      | 11 IX 1907  |
| generał lejtnant  | Hermann von François                     | 1 X 1913    |
| generał lejtnant  | Robert Kosch                             | 8 X 1914    |
| generał piechoty  | Johannes von Eben                        | 11 VI 1915  |
| generał piechoty  | Arnold von Winckler                      | 5 VI 1917   |
| generał lejtnant  | Wilhelm Groener                          | 25 II 1918  |
| generał lejtnant  | Theodor Mengelbier                       | 28 III 1918 |
| generał piechoty  | Johannes von Eben                        | 14 XII 1918 |
| generał lejtnant  | Ludwig von Estorff                       | 25 II 1919  |